# Elitzur Maccabi Netanya
El GreenTops Netanya es un equipo de baloncesto israelí que compite en la Ligat ha'Al, la primera división del país. Tiene su sede en la ciudad de Netanya. Disputa sus partidos en el Yeshurun Hall, con capacidad para 1000 espectadores.

## Historia
El club se fundó en 1959 con la denominación de Maccabi Netanya, fusionándose en 1999 con el equipo del Elitzur Netanya, dando lugar al equipo actual. Su mejor actuación en la liga israelí se produjo en 1986, cuando alcanzó las finales del campeonato, cayendo ante el Maccabi Tel Aviv por 2-0. Dos años más tarde jugó la final de la copa israelí cayendo ante el Hapoel Galil Elyon por dos puntos, 79-77. Ese año consiguió además su victoria más significativa en competiciones europeas, derrotando al Real Madrid en su casa en la liguilla de cuartos de final de la Copa Korac, con un marcador final de 86-100. El Madrid finalmente ganaría el campeonato.
Tras descender de categoría, jugaron durante varios años en diversas competiciones inferiores de su país, hasta que en 2009 se proclaman campeones de la Liga Leumit, la segunda división del país, tras derrotar en la final al Hapoel Afula B.C. por 2-0, ascendiendo a la Ligat Winner, En su regreso a la élite alcanzaron las semifinales de los play-offs por el título, cayendo ante el Maccabi Tel Aviv.

## Posiciones en Liga
- 2005 - (1-Artzit)
- 2006 - (3-Nat)
- 2007 - (5-Nat)
- 2008 - (1-Nat)
- 2009 - (1-Nat)
- 2010 - (5-Premier League)
- 2012 - (9)
- 2013 - (4)
- 2014 - (9-Winner League)
- 2015 - (5-Nat)

## Palmarés
- Ligat Winner:
  - Finalista (1): 1985-86

- State Cup:
  - Finalista (2): 1987-88, 2010-2011

- Liga Leumit:
  - Campeón (1): 2008-09

- Association Cup:
  - Campeón (1): 2009

## Jugadores destacados
| - Bennet Davis - Mário Gašparovič - Eran Asante Asare - Yoad Bet Bet-Yosef - Nir Cohen - Guni Izraeli - Lior Levi - Moti Moscovitz - Yehu Orland - Amit Simhon - Rene Antee - Brian Asbury - Adrian Banks - Darrel Battles - Kenny Boynton - Ramel Bradley - Kevin Braswell - Brandon Brown - Elton Brown | - Wayne Buckingham - Christian Burns - Eric Campbell - Warren Carter - Jacob Colburn - Rashaun Freeman - Eric Hicks - Ron Howard - Marco Killingsworth - Paul Marigney - Errick McCollum - Julien Mills - Jonathan Mitchell - Raymar Morgan - Marquise Newbie - Herb Pope - Whitney Robinson - Dawan Robinson - James Shuler | - Jabari Simmons - Joe Smith - Romeo Travis - Saipele Tuialii - Tony Washam - Deron Washington - Antoine Wright - Robert Rothbart - Tamir Ariely - Alex Chubrevich - Dwight Myvett - Fred Campbell - Jeff Horovitz - Jeff Kent - Ryan Lexer - Chris Watson - Shawn Weinstein - Tony Younger - Stan Okoye |